# 井伊中顕
井伊 中顕（いい なかあき）は、近江彦根藩井伊家の一門。同第13代藩主井伊直中の六男。第14代藩主井伊直亮の異母弟、第15代藩主井伊直弼の異母兄である。

## 生涯
生母は直中の次男（早世）と同じである。寛政12年（1800年）3月に井伊家の家老である中野助太夫中経の養子となる。
文化13年（1816年）10月9日に本姓に復し、直亮・直弼ら歴代藩主に仕えて補佐に当たった。嘉永5年（1852年）6月26日に死去した。享年54。跡を子の亮寿が継いだ。